# 足羽ふれあいセンター

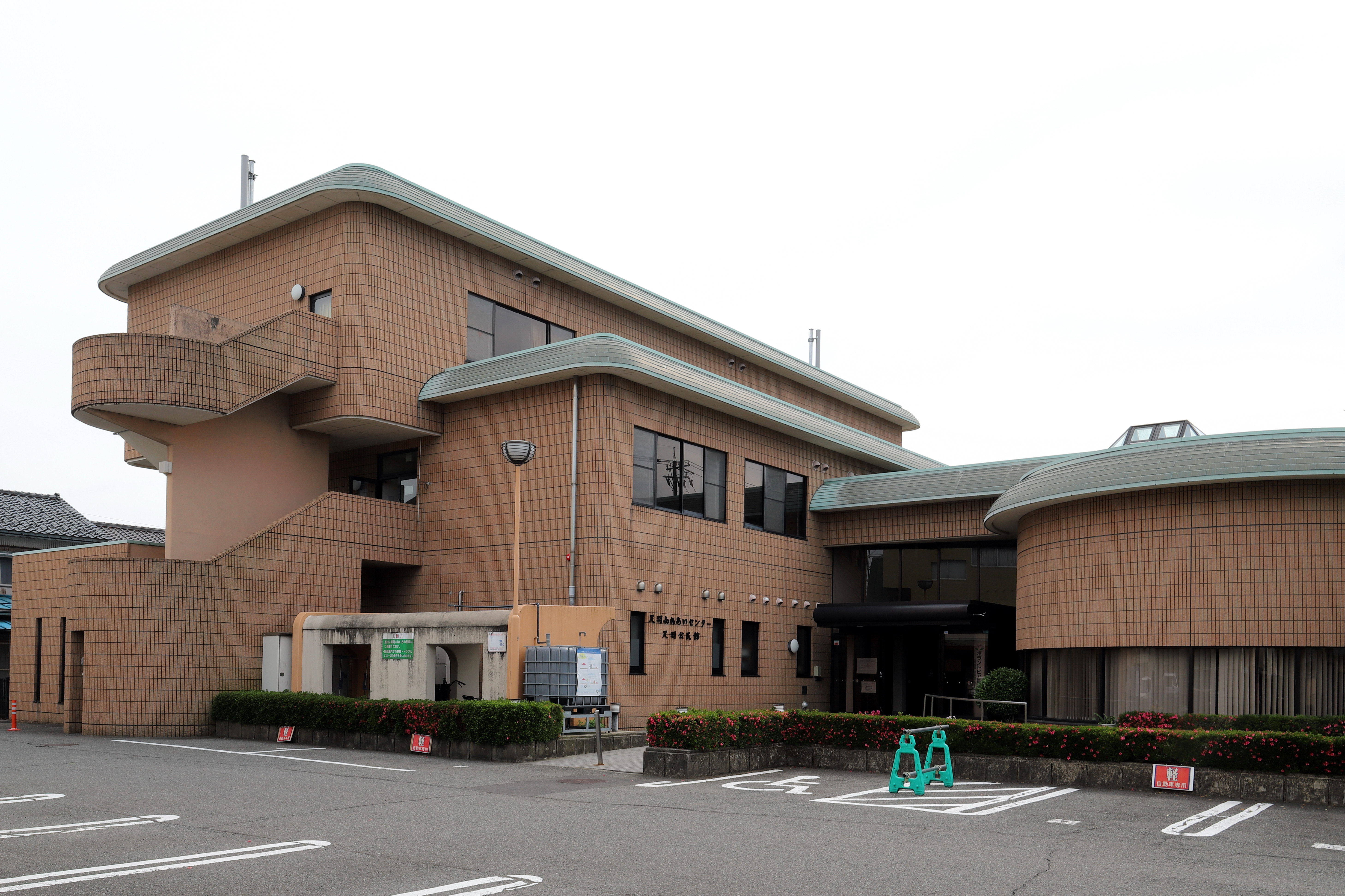
足羽ふれあいセンター

足羽ふれあいセンター（あすわふれあいセンター）は、福井県福井市足羽にある公民館。

## アクセス
- すまいるバス : 西ルート（照手・足羽方面）「ふれあいセンター前」下車。

## 周辺の施設
- 足羽山
- 福井市足羽小学校